# Communauté de communes du Pays Ménigoutais
La communauté de communes du Pays Ménigoutais est une ancienne communauté de communes française, située dans le département des Deux-Sèvres et la région Poitou-Charentes.

## Histoire
La communauté de communes du Pays Ménigoutais a été créée le 29 décembre 1995.
Début 2009, la commune de Saint-Germier y adhère à son tour.
Elle fusionne avec trois autres EPCI pour former la communauté de communes  de Parthenay-Gâtine au 1er janvier 2014.

## Composition
La communauté de communes était composée des onze communes du canton de Ménigoute :
- Chantecorps
- Coutières
- Fomperron
- Les Forges
- Ménigoute
- Reffannes
- Saint-Germier
- Saint-Martin-du-Fouilloux
- Vasles
- Vausseroux
- Vautebis